# Свистунов, Аркадий Николаевич
Аркадий Николаевич Свистунов (род. 28 апреля 1965, Донецк, Ростовская область) — российский политический деятель, депутат Государственной Думы ФС РФ пятого созыва (2007—2011), член фракции ЛДПР, член комитета Госдумы по финансовому рынку.
Из-за поддержки российско-украинской войны находится под персональными международными санкциями 35 стран.

## Биография
родился 28 апреля 1965 г. в Донецке (Ростовская область); окончил Высшую школу КГБ при Совете Министров СССР в 1990 г.; 1992—1993 — помощник директора предприятия «Центр-Сервис» (Армавир); с 1993 г. работал юристом Армавирского филиала Волго-Камского коммерческого банка, заместителем председателя Фонда имущества Армавира; 1997—2001 — председатель правления банка «Сочи»; с 2001 г. — первый заместитель председателя правления Крайинвестбанка (Краснодар); 2002 — советник правления, вице-президент Промсвязьбанка; с 2003 г. — советник председателя правления, заместитель председателя правления Русского земельного банка; в 2004—2005 годах входил в совет директоров сочинского гостиничного комплекса ОАО «Горизонт»; на время избрания депутатом — начальник департамента регионального развития банка «Сочи»;

### Депутат Государственной думы
Спонсорство в ЛДПР помогло Свистунову избраться в Государственную думу 5 созыва (2007—2011) от региональной группы № 29 федерального списка кандидатов ЛДПР (при этом являясь беспартийным), Кемеровская область.. Был также членом Постоянной делегации Федерального Собрания Российской Федерации в Постоянном Комитете и Конференции парламентариев Арктического региона.

## Законотворческая деятельность
С 2007 по 2011 год, в течение исполнения полномочий депутата Государственной Думы V созыва, выступил соавтором 12 законодательных инициатив и поправок к проектам федеральных законов.

## Международные санкции
Из-за поддержки российско-украинской войны находится под санкциями разных стран. С 14 сентября 2022 года находится под санкциями всех стран Европейского союза. С 11 марта 2022 года — Великобритании. С 24 марта 2022 года в санкционном списке Соединенных Штатов Америки за «соучастие в войне Путина» и «поддержку усилий Кремля по вторжению в Украину». С 24 февраля 2022 года в санкционном списке Канады «близких соратников режима» за голосование о признании независимости «так называемых республик в Донецке и Луганске». С 25 февраля 2022 года — Швейцарии. С 26 февраля 2022 года — Австралии. С 12 апреля 2022 года — Японии.

## Доход и недвижимость
За 2021 год официально заработал 2 170 516,89 руб.